# Saúde ambiental

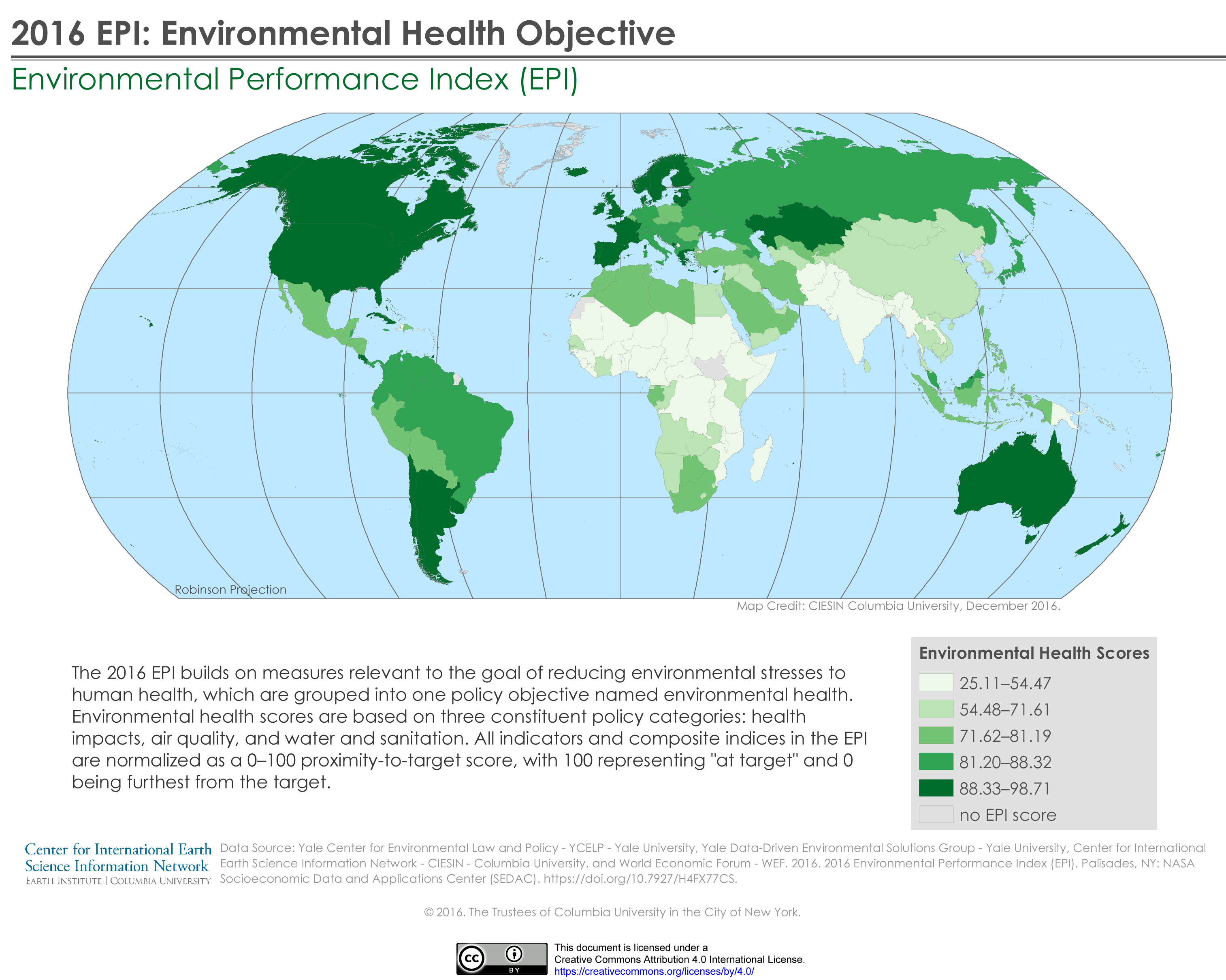
Indicador de saúde ambiental (2016). Consiste em três categorias: impactos na saúde, qualidade do ar e água e saneamento. A categoria de impactos na saúde inclui o indicador de exposição ao risco ambiental.

A saúde ambiental é o ramo da saúde pública preocupado com todos os aspectos do ambiente natural e construído que afetam a saúde humana. Para controlar efetivamente os fatores que podem afetar a saúde, os requisitos que devem ser atendidos para criar um ambiente saudável devem ser determinados. A saúde ambiental concentra-se nos ambientes naturais e construídos para o benefício da saúde humana. As principais subdisciplinas da saúde ambiental são a ciência ambiental, a toxicologia, a epidemiologia ambiental e a medicina ambiental e ocupacional.

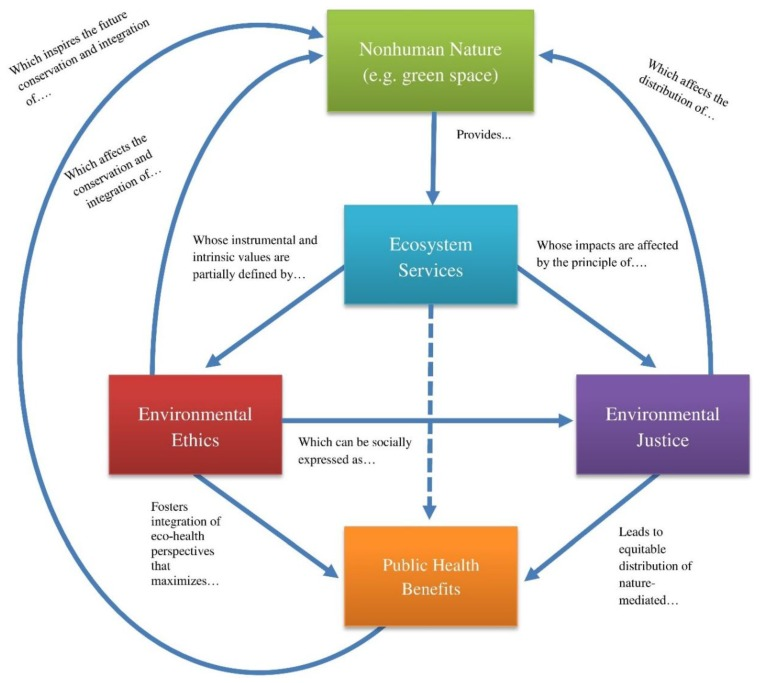
Mapa conceitual ilustrando as conexões entre natureza não humana, serviços ecossistêmicos, ética ambiental, justiça ambiental e saúde pública

Sendo a Saúde Ambiental uma área densa, que engloba diversos fatores ambientais, podemos colocar como campos de pesquisa mais populares a poluição hídrica e poluição atmosférica. A primeira acarreta no surgimento de doenças oriundas de parasitas ou de elementos e moléculas tóxicas ao ser humano que são carregados por meios fluviais; enquanto que a segunda causa doenças respiratórias e prejudicam a qualidade de vida dos moradores de grandes metrópoles, que sofrem com a poluição do ar originada do elevado número de veículos movidos à combustíveis fósseis, que liberam dióxido de carbono, monóxido de carbono, além de compostos de enxofre e nitrogênio, que originam chuvas ácidas.

## Ações Estratégicas em Saúde Ambiental para Redução de Riscos à Saúde Humana
Dentre outras pesquisas da área de saúde ambiental que vêm ganhando maior relevância, pode-se citar o estudo do contato humano com outras formas de vidas, que podem causar doenças zoonóticas, isto é, doenças que são passadas de animais para o homem.
Além disso, no final do século XX e início do século XXI, devido aos efeitos das mudanças climáticas no meio ambiente, a saúde ambiental têm ganhado uma importância maior, tornando-se uma área interdisciplinar, com pesquisadores utilizando conhecimentos não só das ciências da saúde, mas da química, física e geografia. Portanto, a Saúde Ambiental se tornará uma importante área de pesquisa no futuro, seja para auxiliar no combate a doenças que assolam comunidades humanas ou para entendermos as dinâmicas ambientais no período antropoceno.

## Educação em Saúde Ambiental
A educação em saúde ambiental é de extrema importância, principalmente em um país com biomas diversos como o Brasil, para o avanço da área, na medida em que visa a transformação social, sustentabilidade e o uso de medidas sanitárias necessárias para um ambiente equilibrado. As ações tomadas nesse âmbito devem ser estratégicas, buscando o esclarecimento acerca de métodos de desenvolvimento sustentável da sociedade, junto com práticas pedagógicas pautadas no conhecimento técnico, político e científico.
Ademais, uma eficiente educação em Saúde Ambiental, baseada em dialogo, reflexões e respeito à todas as formas de cultura, contribuirá para o fortalecimento das interações saudáveis entre indivíduos e a natureza, algo imprescindível no século atual, que passa por diversos problemas ambientais, como a poluição atmosférica e hídrica.

## Definições

### Definições da Organização Mundial da Saúde (OMS)
A saúde ambiental foi definida em um documento de 1989 pela Organização Mundial da Saúde (OMS) como: Aqueles aspectos da saúde humana e da doença que são determinados por fatores no meio ambiente. e controlando fatores no ambiente que podem potencialmente afetar a saúde. Também é referido como a teoria e a prática de acessar e controlar fatores no ambiente que podem afetar potencialmente a saúde.
Um documento da OMS de 1990 afirma que a saúde ambiental, conforme usada pelo Escritório Regional da OMS para a Europa, "Inclui tanto os efeitos patológicos diretos de produtos químicos, radiação e alguns agentes biológicos, quanto os efeitos (frequentemente indiretos) sobre a saúde e o bem-estar da ampla ambiente físico, psicológico, social e cultural, que inclui habitação, desenvolvimento urbano, uso do solo e transporte." A partir de 2016, o site da OMS sobre saúde ambiental afirma que "A saúde ambiental aborda todos os fatores físicos, químicos e biológicos externos a uma pessoa e todos os fatores relacionados que afetam os comportamentos. Abrange a avaliação e o controle dos fatores ambientais que podem potencialmente afetar a saúde. É direcionado para prevenir doenças e criar ambientes de apoio à saúde. Esta definição exclui o comportamento não relacionado ao ambiente, bem como o comportamento relacionado ao ambiente social e cultural, bem como a genética."